# Брандон (гора)
Брандон (ирл. Sliabh Bhreandáin) — гора на юго-западе Ирландии на полуострове Дингл (территория графства Керри). Высота — 952 метра над уровнем моря (четвёртая по высоте в Ирландии).
Гора названа в честь Святого Брендана «Мореплавателя» Клонфертского один из ранних Ирландских монашеских святых который прославился главным образом своими полулегендарными поисками Очарованной страны. По одному из местных преданий, Святой взобрался на гору для того чтобы увидеть в океане искомую землю.
Здесь на вершине находится могила Святого Брендана.